# Église Notre-Dame-de-Fives de Lille
L’église Notre-Dame-de-Fives est une église située place du Prieuré, dans le quartier de Fives à Lille.
Ce site est desservi par la station de métro Fives.

## Historique
En 1851, l'abbé Léon Meesemaecker  demande les plans d'une belle et vaste église à Charles Leroy pour faire face à la croissance de la population du quartier. La première pierre est posée en 1852, à l’emplacement de l’ancien prieuré médiéval, et l'église est consacrée par Monseigneur Regnier en 1856. Dès 1869, elle est agrandie de deux bas-côtés à la suite du rattachement de Fives à Lille en 1858. Endommagée par les bombardements des deux guerres mondiales, elle a été plusieurs fois restaurée. Ses cloches, emportées pour être fondues par les Allemands pendant la première guerre mondiale, ont été réinstallées en 1923. Elles ont été remplacées en 2011 dans le cadre d'une réhabilitation complète de l'édifice entreprise en 2010 et qui s'est achevée en 2015.
L'église a été inscrite comme monument historique par arrêté préfectoral en date du 10 juillet 2015, sur proposition de la Commission Régionale du Patrimoine et des Sites.

## Architecture
L'église est construite en brique rouge dans le style néogothique sur des plans de l'architecte Charles Leroy.

## Mobilier
L'église comporte une parure de vitraux du peintre verrier lillois Ernest Haussaire réalisée entre 1899 et 1904.
Quatre tableaux de Bruno Chérier ornent son chœur : Les âmes du Purgatoire, La Cour Céleste, Les vierges sages et les vierges folles et La Communion en viatique. Les trois premiers sont cités dans le catalogue du Salon de 1873 à Paris et le dernier a été exposé au Salon de 1878.

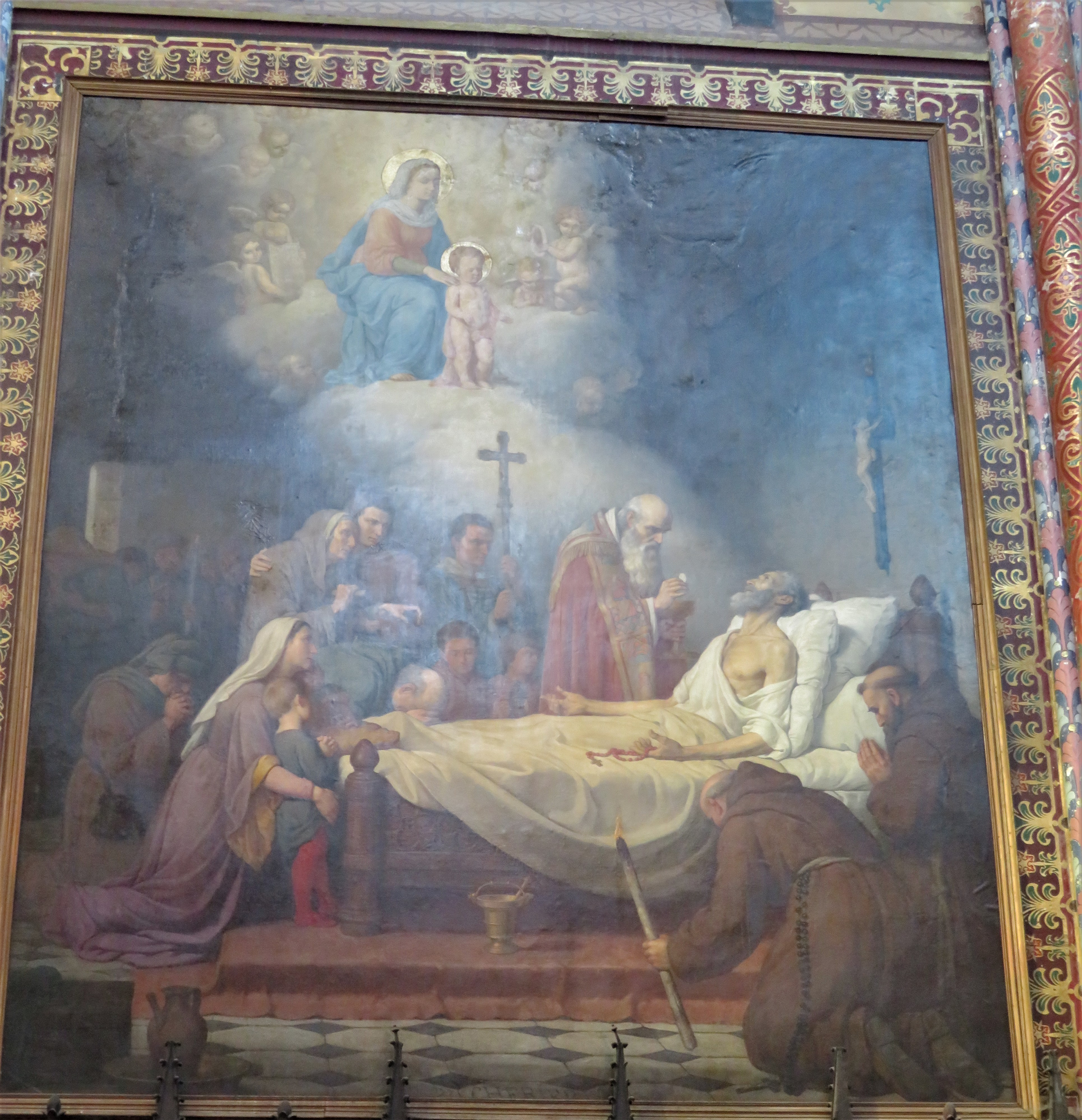
La Communion en viatique ou la bonne mort
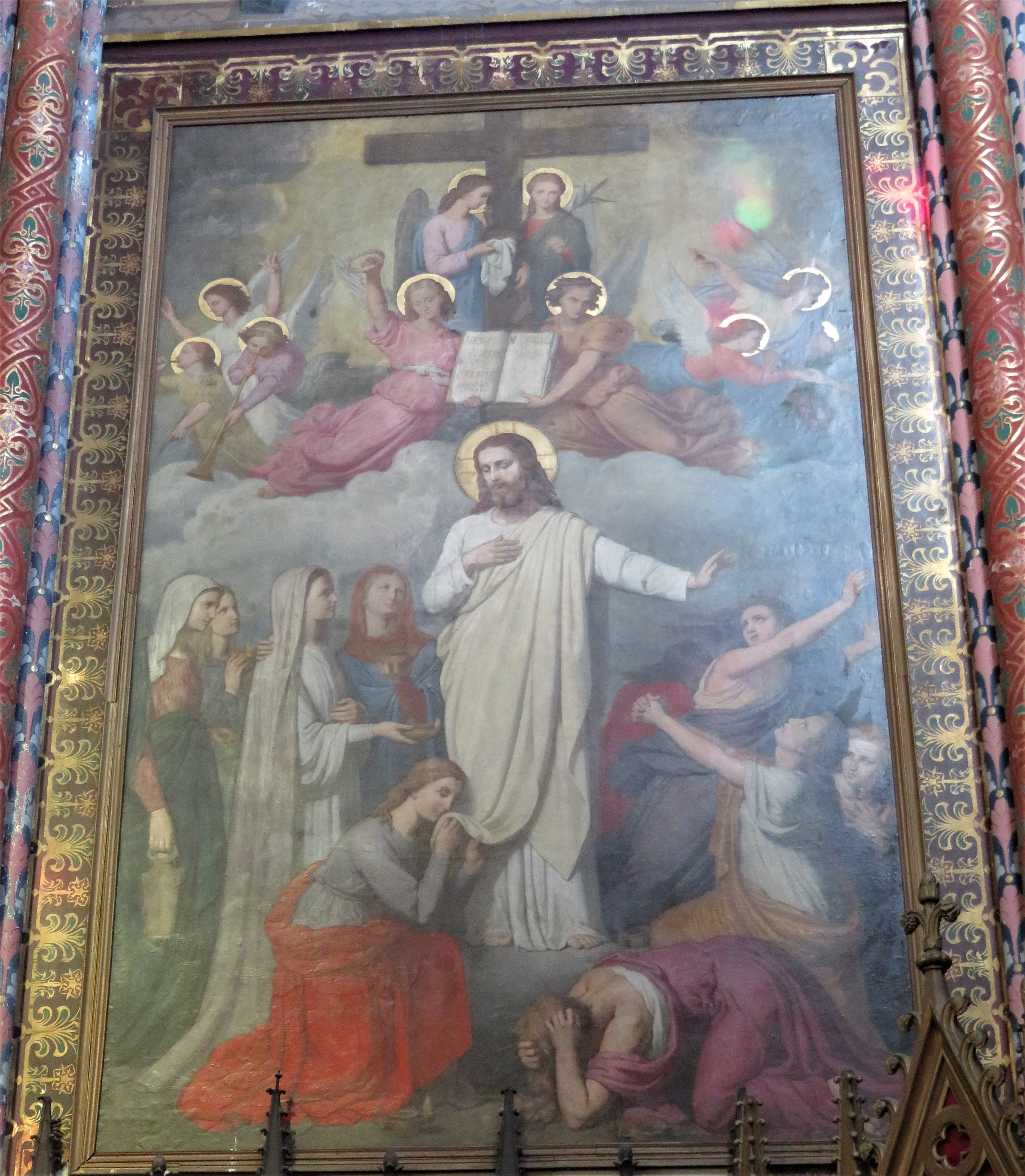
Les vierges folles et les vierges sages
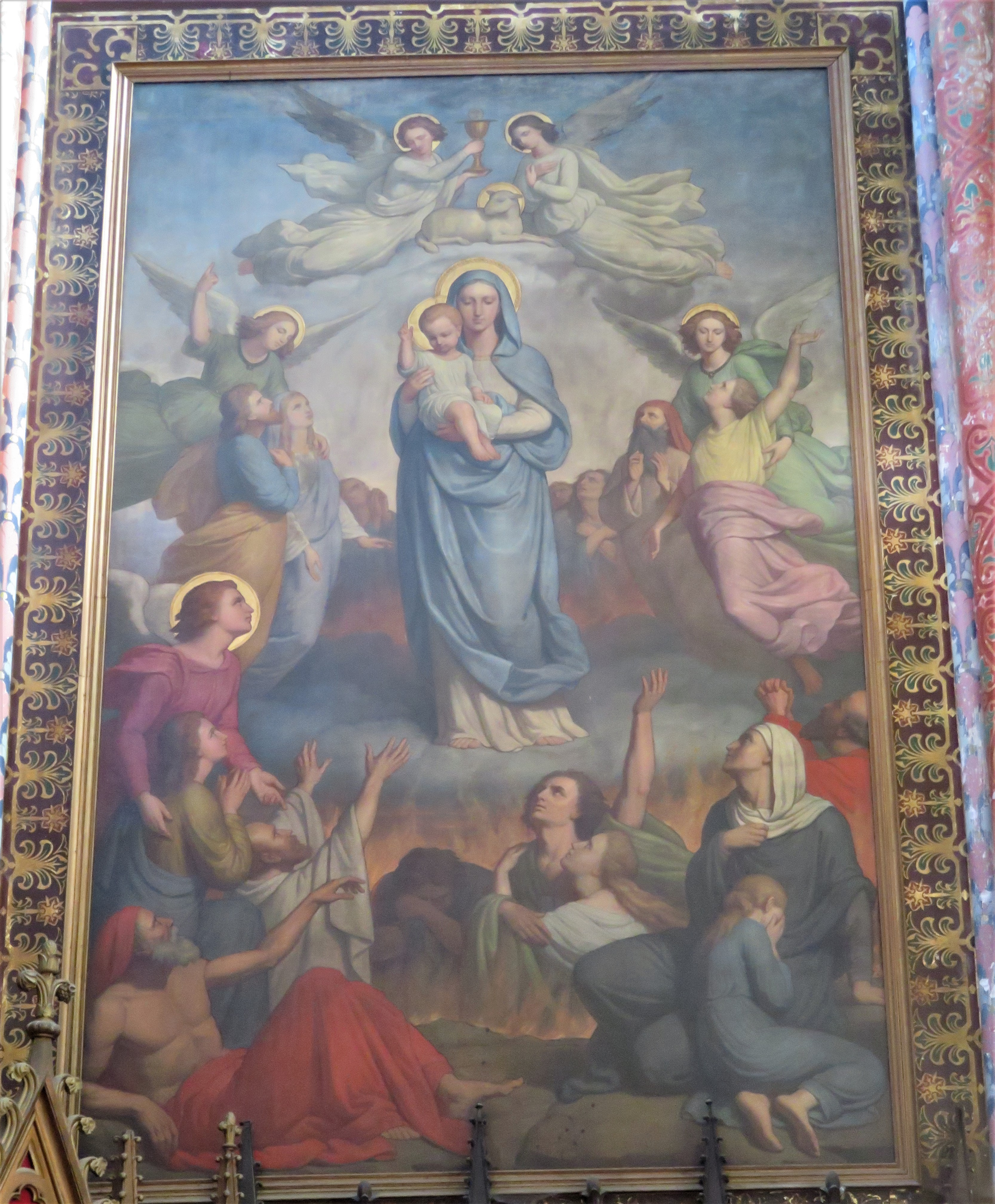
Les âmes du purgatoire
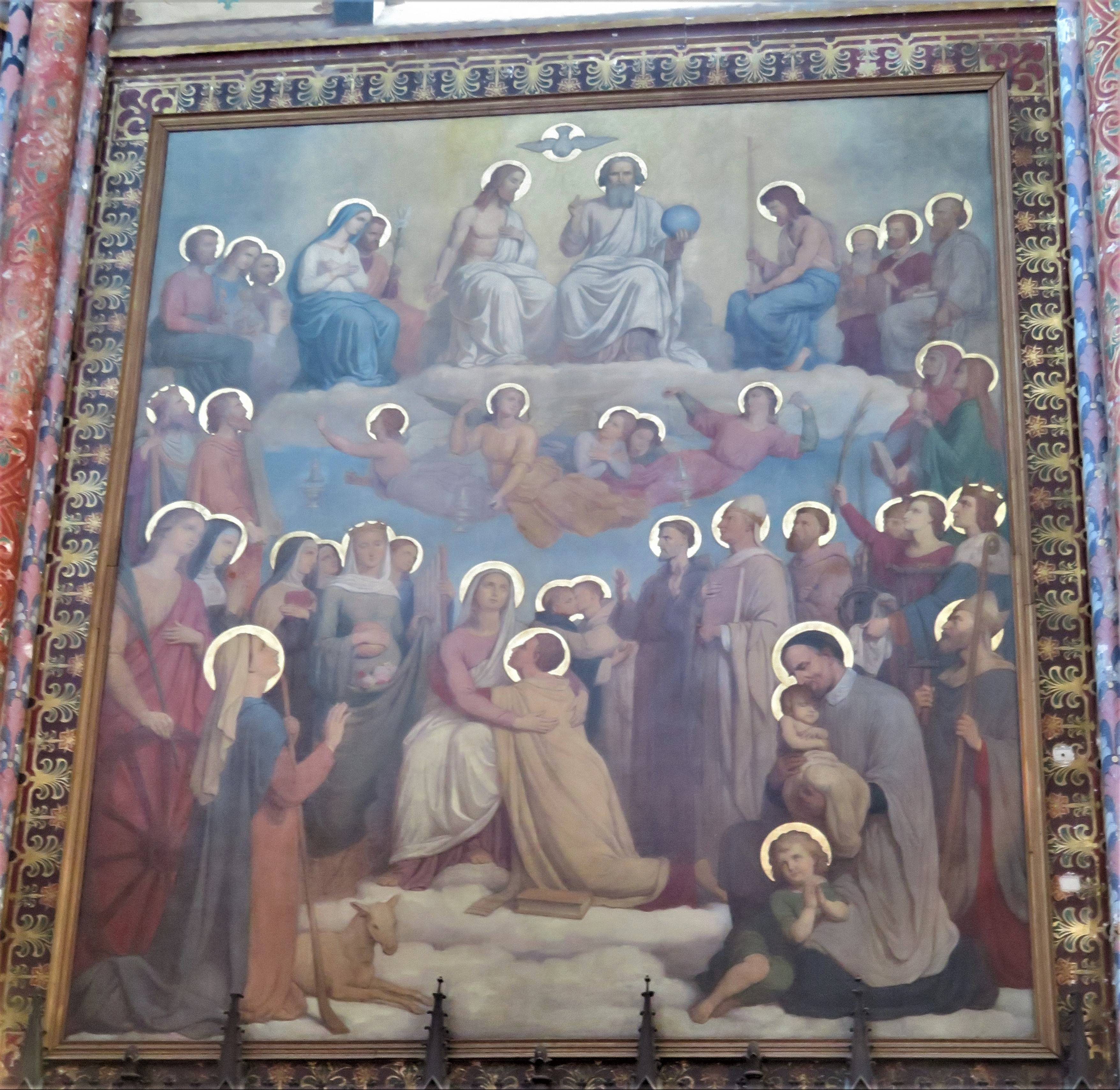
La Cour céleste

Elle possède un orgue de chœur inscrit à l'inventaire qui était auparavant à l'église Saint-Sauveur, et une très belle statuette ancienne de Notre-Dame de Fives.